# 魯扎
55°42′N 36°12′E / 55.700°N 36.200°E
魯扎是俄羅斯莫斯科州西部的一個城市。位於莫斯科以西100公里。2002年人口13,516人。
1328年首見於文獻。15世紀初被納入莫斯科大公國版圖。